# Gabriel Meurier
Gabriel Meurier (Avesnes-sur-Helpe, Francia, c. 1520 - c. 1587) fue un gramático, lexicógrafo y profesor de idiomas francés establecido en Amberes, Flandes. Oriundo de la zona lingüística franco-neerlandesa, Meurier redactó sus escritos tanto en francés medio como en flamenco e incluso en español, y sus publicaciones estaban dirigidas a la enseñanza y la práctica de estos idiomas para los comerciantes. Meurier también fue autor de múltiples expresiones y proverbios franceses, recogidos en su libro Recueil de sentences notables, dicts et dictons communs, adages, proverbes et refrains, publicado en 1568. Dos de los más conocidos son los siguientes:
- Mieux vaut avoir qu'espoir («Más vale tener que esperar»).[3]
- Un homme sans argent est un loup sans dents («Un hombre sin dinero es un lobo sin dientes»).[4]

## Obras[5]

### Lexicografía y gramática
- Vocabulaire françois-flameng. Amberes 1557, 1562, 1566,1570; Dictionaire françois-flameng 1574, 1584.
- Dictionaire flamen-françois. Amberes 1563, 1570.
- La grammaire françoise contenante plusieurs belles reigles propres et necessaires pour ceulx qui desirent apprendre ladicte langue (1557). hrsg. von Colette Demaizière, París 2005.[2]
- Petite fabrique duisante à chacun tyron diseteux du françois ou flamen. Amberes 1563 (Sachgruppenwörterbuch)
- Recueil de sentences notables, dicts et dictons communs, adages, proverbes et refrains, traduits la plus part de latin, italien et espagnol, et reduits selon l'ordre alphabétic. Amberes 1568; Trésor de sentences dorees, dicts, prouerbes & Dictons communs, reduits selon l'ordre alphabetic. Avec le Bouquet de Philosophie morale, reduict par Demandes & Responses. Lyon 1577, Rouen 1578, París 1581, Lyon 1582, Gante 1617, Bruselas 1652.
- Conjugaisons, règles et instructions: mout propres et nécessairement requises pour ceux qui désirent apprendre françois, italien, espagnol et flamen (1558). Nachdruck Gante 1973.[2]
- Coniugaciones, arte, y reglas muy proprias, y necessarias para los que quisieren deprender, espanol y frances. Amberes 1568.
- The coniugations in Englishe and Netherdutche ... De coniugatien in Engelsch ende Nederduytsche. Leiden 1586.

### Libros de texto[6]
- Colloques, ou nouvelle invention de propos familiers: non moins utiles que très nécessaires pour facilement apprendre françois et flameng : Tsamencoutinghen, oft nieuwe inventie van ghemeyne Redenen. Amberes 1557.
- Communications familieres non moins propres que tresutiles à la nation Angloise desireuse & diseteuse du langage François. Amberes 1563.
- La guirlande des ieunes filles contenant une singularité de Menus propos quotidiens par le moyen, des-quels elles pourront facilement apprendre François et Flamen. Antwerpen 1564 ; La Guirlande des jeunes filles, en françois et flamen, par Gabriel Meurier,... revue et de plusieurs sentences illustrée par le même. Het cransken der jonghe dochters in fransoys ende duytsch.}} Amberes 1587 (Alemania: Colonia, 1597)
- Deviz Familiers, propres à tous Marchans, et non moins duisants à gens de tout art. Amberes 1564, Róterdam 1590.
- Propos puerils ordinairement usez es escoles vulgaires. Amberes 1565, Róterdam 1597.
- Le Bouqet de philosophie morale, iadis esparse entre plusieurs autheurs italiens, et ores entièrement et moult succinctement radunée et réduicté par demandes et responses. Amberes 1568.
- Coloquios familiares muy convenientes y mas prouechosos de quantos salieron fasta agora, para qualquiera qualidad de personas desseosas de saber hablar y escribir Español y Frances. / La Tabla declara lo que el presente Libro contiene y lleua. Amberes 1568.
- La première partie de divers deviz familiers bien propres à tous marchans, et non moins utiles à ceulx qui desirent (avec facile intelligence) meilleur usage de parler Francoys, que pour le passé : Corr., relimez et enrichés de plusieurs belles sentences. Amberes 1570.
- Formulaire de lettres morales, moult propes pour l'usage des geunes filles és escoles françoises. Amberes 1573.
- La perle de similitudes, non moins propre à gens de quelconque estat, condition et qualité que très convenable pour le grand avancement de la jeunesse et soulagement de la vieillesse. Mechelen 1583.
- Dialogue chrestien contenant le devoir des enfans, a l'endroit de leur parens : Christelijcke Tsamensprekinghe inhoudende de behoorlijcke schult der kinderen tot haren ouderen. Amberes 1586.
- Academye des animaux. Amberes 1589.
- La foire des enfants d'Israel, en Francoys et Flamen. Amberes 1593.
- Le perroqvet mignon des petits enfants : françoys flamen. Róterdam 1601.